# Richard Singleton
Richard Singleton (ur. 21 listopada 1988 roku w Bangor) – brytyjski kierowca wyścigowy.

## Kariera
Singleton rozpoczął karierę w wyścigach samochodowych w 2006 roku od startów w Brytyjskiej Formule Renault, edycji zimowej Brytyjskiej Formuły Renault, Brytyjskiej Formule BMW oraz Brytyjskiej Formule Renault BARC. W serii BARC jedenastokrotnie stawał na podium, a sześciokrotnie na jego najwyższym stopniu. Dorobek 154 punktów dał mu tytuł mistrzowski serii. W pozostałych seriach z dorobkiem odpowiednio 16, 64 i 16 punktów uplasował się odpowiednio na 27, 4 i 15 pozycji w klasyfikacji generalnej. W późniejszych latach pojawiał się także w stawce klasy narodowej Brytyjskiej Formuły 3, Zachodnioeuropejskiego Pucharu Formuły Renault 2.0, Europejskiego Pucharu Formuły Renault 2.0 oraz Brytyjskiego Pucharu Porsche Carrera.